# Chad Fleischer
Chad Fleischer (* 4. Januar 1972 in Columbus, Nebraska) ist ein ehemaliger US-amerikanischer Skirennläufer. Er ist zweifacher US-amerikanischer Abfahrtsmeister und wurde 1999 Sechster der Weltmeisterschaften.

## Biografie
Fleischer stammt ursprünglich aus Nebraska. Nachdem seine Familie nach Vail gezogen war, begann er im Alter von zehn Jahren mit dem Skisport. Einen ersten Achtungserfolg landete er 1991, als er bei den Juniorenweltmeisterschaften im norwegischen Geilo 13. in der Abfahrt wurde. 1993 schaffte er den Sprung in die US-amerikanische Skinationalmannschaft, der er bis 2003 angehörte. Zwischen Dezember 1993 und Dezember 2001 bestritt Fleischer mehr als 90 Weltcuprennen. Insgesamt konnte er sich fünf Mal unter den besten Zehn platzieren. Das beste Resultat erreichte er am 10. März 1999 mit einem zweiten Platz bei der Abfahrt in der Sierra Nevada. Am Ende lag er nur 16 Hundertstel hinter dem Norweger Lasse Kjus.
Seinen international bedeutendsten Erfolg feierte er ebenfalls 1999 bei den Skiweltmeisterschaften in Vail. Mit dem Bonus des Lokalfavoriten fuhr er im Super-G in einem der knappsten Rennen der WM-Geschichte auf Rang sechs. An Olympischen Spielen nahm Fleischer zwei Mal teil: 1994 in Lillehammer und 1998 in Nagano. Beide Male jedoch ohne nennenswerten Erfolg. Das vorzeitige Ende seiner Karriere kam am 10. Januar 2002. Bei einem Trainingslauf zum Lauberhornrennen in Wengen riss Fleischer sich alle Bänder und Sehnen im rechten Knie. Trotz mehrerer Operationen blieb das Knie nicht mehr voll belastbar. Daraufhin erklärte er am 30. September 2003 seinen Rücktritt vom aktiven Skirennsport. 
Fleischer lebt heute zusammen mit seiner Frau Renee auf einer Ranch außerhalb von Steamboat Springs.

## Erfolge
US-amerikanischer Meister
- Abfahrt: 1996, 1999